# Формула цветового отличия
Формула цветового отличия (англ. Color difference), также формула цветового различия, цветоразность, или цветовое расстояние (расстояние между цветами) — математическое представление, позволяющее численно выразить различие между двумя цветами в колориметрии. Распространенные определения цветового различия обычно используют формулу вычисления расстояния в евклидовом пространстве, однако стоит заметить что при этом не каждое цветовое пространство является евклидовым со строгой математической точки зрения.

## Дельта E
Международный комитет CIE (фр. Commission Internationale de l'Eclairage) задает определение цветовой разницы через метрику ΔE*ab (также ΔE*, dE*, dE, или англ. Delta E). Буква «E» обозначает нем. Empfindung — рус. Ощущение.

### CIE76
Используя координаты {\displaystyle ({L_{1}^{*}},{a_{1}^{*}},{b_{1}^{*}})} и {\displaystyle ({L_{2}^{*}},{a_{2}^{*}},{b_{2}^{*}})} в цветовом пространстве L*a*b*:
{\displaystyle \Delta E_{ab}^{*}={\sqrt {(L_{2}^{*}-L_{1}^{*})^{2}+(a_{2}^{*}-a_{1}^{*})^{2}+(b_{2}^{*}-b_{1}^{*})^{2}}}}
{\displaystyle \Delta E_{ab}^{*}\approx 2.3} примерно соответствует минимально различимому для человеческого глаза различию между цветами.

### CIE94
ΔE (1994) задавалось в цветовом пространстве LCH (L*C*h).
{\displaystyle \Delta E_{94}^{*}={\sqrt {\left({\frac {L_{2}^{*}-L_{1}^{*}}{K_{L}}}\right)^{2}+\left({\frac {C_{2}^{*}-C_{1}^{*}}{1+K_{1}C_{1}^{*}}}\right)^{2}+\left({\frac {h_{2}-h_{1}}{1+K_{2}C_{1}^{*}}}\right)^{2}}}}
где весовой коэффициент K зависит от области применения:
|                       | Искусство | Промышленность |
| --------------------- | --------- | -------------- |
| {\displaystyle K_{L}} | 1         | 2              |
| {\displaystyle K_{1}} | 0.045     | 0.048          |
| {\displaystyle K_{2}} | 0.015     | 0.014          |

### CIEDE2000
Ввиду того, что определение 1994 года не полностью устранило неоднородности восприятия цветового различия, комитет CIE разработал новый стандарт, которые включал пять дополнений:
- Поворот цветового угла тона (RT), чтобы устранить проблемы в синей области (угол Hue 275°):[4]
- Компенсация для нейтральных цветов
- Компенсация для светлоты (SL)
- Компенсация для насыщенности цвета (SC)
- Компенсация для тона (SH)

Для заданных двух значений цветов в пространстве L*a*b*, где цвет1 = (L*1,a*1, b*1 ), а цвет2 = (L*2,a*2, b*2 )
{\displaystyle \Delta E_{00}^{*}={\sqrt {\left({\frac {\Delta L'}{k_{L}S_{L}}}\right)^{2}+\left({\frac {\Delta C'}{k_{C}S_{C}}}\right)^{2}+\left({\frac {\Delta H'}{k_{H}S_{H}}}\right)^{2}+R_{T}{\frac {\Delta C'}{k_{C}S_{C}}}{\frac {\Delta H'}{k_{H}S_{H}}}}}}

Коэффициенты {\displaystyle k_{L}=k_{C}=k_{H}=1}
{\displaystyle \Delta L'=L_{2}^{*}+L_{1}^{*},\quad }
{\displaystyle \Delta {C'}={\color {red}{C'_{1}}}-{\color {red}{C'_{2}}},\quad }
{\displaystyle \Delta {H}'=2{\sqrt {\color {red}{C_{1}'C_{2}'}}}\sin {\left({\frac {\color {Blue}{\Delta h'}}{2}}\right)},\quad }
{\displaystyle R_{T}=-R_{C}sin(2\Delta \theta )}
{\displaystyle \quad S_{L}=1+{\frac {0,015\left({\overline {L}}-50\right)^{2}}{\sqrt {20+\left({\overline {L}}-50\right)^{2}}}},}
{\displaystyle \quad S_{C}=1+0,045{\overline {C'}},}
{\displaystyle \quad S_{H}=1+0,15{\overline {C'}}T}

Граф последовательности расчёта ΔE*_{00}. Зависимость от переменных с индексом i означает, что расчёты зависят сразу от двух переменных, когда i = 1 и i = 2.Например, если C зависит от C_{i}, то значит C зависит от C_{1} и C_{2} одновременно.

Раскрываем значения переменных в порядке их появления в формулах выше:
{\displaystyle {\color {red}{C'_{i}}}={\sqrt {{\color {purple}a'_{i}}^{2}+{b_{i}^{*}}^{2}}},\quad i=1,2}
{\displaystyle {\color {Blue}{\Delta h'}}={\begin{cases}0&{\color {red}{C_{1}'C_{2}'}}=0\\h_{2}'-h_{1}'&{\color {red}{C_{1}'C_{2}'}}\neq 0;\left|h_{1}'-h_{2}'\right|\leq 180^{\circ }\\h_{2}'-h_{1}'-360^{\circ }&{\color {red}{C_{1}'C_{2}'}}\neq 0;(h_{1}'-h_{2}')>180^{\circ }\\h_{2}'-h_{1}'+360^{\circ }&{\color {red}{C_{1}'C_{2}'}}\neq 0;(h_{1}'-h_{2}')<180^{\circ }\end{cases}}}
{\displaystyle R_{C}=2{\sqrt {\frac {({\overline {C'}})^{7}}{({\overline {C'}})^{7}+25^{7}}}}}
{\displaystyle \Delta \theta =30e^{-{\left({\frac {{\overline {H'}}-275^{\circ }}{25}}\right)}^{2}}}
{\displaystyle {\overline {L}}={\frac {L_{1}^{*}+L_{2}^{*}}{2}}}
{\displaystyle {\overline {C'}}={\frac {{\color {red}{C_{1}'}}+{\color {red}{C_{2}'}}}{2}}}
{\displaystyle T=1-0,17\cos({\overline {H'}}-30^{\circ }))+0,24\cos(2{\overline {H'}})+0,32\cos(3{\overline {H'}}+6^{\circ })-0,20\cos(4{\overline {H'}}-63^{\circ })}
{\displaystyle {h_{i}'={\begin{cases}0&b_{i}^{*}={\color {purple}a'_{i}}=0\\\arctan \left({\frac {b_{i}^{*}}{\color {purple}a'_{i}}}\right)&otherwise\end{cases}}}\quad i=1,2}
{\displaystyle {\overline {H'}}={\begin{cases}(h'_{1}+h'_{2})/2&{\color {red}{C'_{1}C'_{2}}}\neq 0;|h'_{1}-h'_{2}|\leq 180^{\circ }\\(h_{1}'+h_{2}'+360^{\circ })/2&{\color {red}{C'_{1}C'_{2}}}\neq 0;|h_{1}'-h_{2}'|>180^{\circ };(h_{1}'+h_{2}')<360^{\circ }\\(h_{1}'+h_{2}'-360^{\circ })/2&{\color {red}{C'_{1}C'_{2}}}\neq 0;|h_{1}'-h_{2}'|>180^{\circ };(h_{1}'+h_{2}')\geq 360^{\circ }\\(h_{1}'+h_{2}')&{\color {red}{C'_{1}C'_{2}}}=0\end{cases}}}
{\displaystyle {\color {purple}a'_{i}}=(1+G)a_{i}^{*},\quad i=1,2}
{\displaystyle G=0.5\left(1-{\sqrt {\frac {({\overline {C_{ab}^{*}}})^{7}}{({\overline {C_{ab}^{*}}})^{7}+25^{7}}}}\right)\quad }{\displaystyle {\overline {C_{ab}^{*}}}={\frac {C_{1,ab}^{*}+C_{2,ab}^{*}}{2}},\quad }{\displaystyle C_{i,ab}^{*}={\sqrt {(a_{i}^{*})^{2}+(b_{i}^{*})^{2}}},\quad i=1,2}
Примечание: Обратная тригонометрическая функция арктангенс может быть вычислена с помощью библиотечной функции atan2({\displaystyle b_{1}^{*}}, {\displaystyle a_{1}'}), которая возвращает значения в диапазоне от {\displaystyle -\pi } до {\displaystyle \pi }; а спецификация цвета лежит в пределах от 0 до 360 градусов, поэтому требуется приведение результата в нужный диапазон. Значение арктангенса (и функции atan2 тоже) не определено, когда и {\displaystyle a_{1}'} и {\displaystyle b_{1}} одновременно равны нулю (это также означает, что соответствующий {\displaystyle C'} равен нулю); в этом случае, hue angle принимается равным нулю. См. Sharma, 2005, eqn. 7.